# 645
Cette page concerne l'année 645  du calendrier julien. Pour l'année 645 av. J.-C., voir 645 av. J.-C. Pour le nombre 645, voir 645 (nombre).
L'année 645 est une année commune qui commence un samedi.

## Événements
- Printemps-été : une incursion chinoise contre le Koguryŏ (Corée) échoue[1].
- 10 juillet, Japon[2] : Le prince Naka no Ôe, le futur empereur Tenji (668) et Nakatomi no Kamatari (le fondateur du clan Fujiwara) dirigent un complot contre le clan Soga. Ils assassinent Soga no Iruka, coupable d’avoir installé sur le trône, entre autres, une femme, veuve d’un précèdent empereur décédé. Ils cherchent à instaurer des réformes pour mettre fin à l’hégémonie des clans : Réformes agraire et administrative, libération des esclaves suivant le modèle chinois. Le clan des Nakatomi s'empare du pouvoir[3].
- 12 juillet[2] : début du règne de Kōtoku, empereur du Japon (fin en 654). Début de l'ère Taika et de l'époque de Hakuhô (fin en 710)[4].

- Juillet : dispute publique sur le dogme à Carthage, entre Maxime le Confesseur et l'ancien patriarche de Constantinople, Pyrrhus, lequel, se déclaré convaincu par son adversaire, et abjure la doctrine monothélite en présence du pape Théodore à Rome[5].

- Une expédition byzantine envoyée en Égypte réussit à reprendre Alexandrie à la fin de l'année, mais ne peut s’y maintenir (645-646)[5].

- Le roi de Wessex Cenwalh est chassé de son trône par Penda de Mercie. il est rétabli en 648 avec l'aide d'Anna d'Est-Anglie[6].

## Naissances en 645
- Ecgfrith de Northumbrie
- Jitō
- Pépin de Herstal
- Yazīd Ier

## Décès en 645
- Daochuo, moine bouddhiste chinois.